# Centulo Lupo de Béarn
Centulo Lupo é o primeiro visconde de Béarn, que recebeu a investidura do duque d. Sancho III, por volta de 866. Após o banimento do duque Lupo III Centulo, em 819, o Vasconia é dividida em vários Estados independentes uns dos outros, entre eles o Condado de Béarn.
No século IX, o Condado de Béarn incluía apenas o vale do gave de Pau, Saint-Pé de Générès em Argagnon, e o pays de Vicbilh · 

## Biografia
De acordo com a carta de Alaon, ele seria filho de Lupo III Centulo, duque da Vascónia em 819 e teria recebido de seu pai, o viscondado de Béarn, enquanto seu irmão, Donato Lupo recebeu o condado de Bigorre. De acordo com Montlezun, ele teria casado com uma Auria e seria pai de :
- Centulo I, visconde de Béarn

### Bibliografi a
- Jean de Jaurgain, O Vasconie : um estudo histórico e crítico sobre as origens do reino de Navarra, no ducado de Gascogne, des comtés de Comminges, d ' aragon, de Foix, de Bigorre, de Álava E Vizcaya, o visconde de Béarn e dos grandes feudos, do ducado de Gascogne, t.  1, PyréMonde (Ed.Para o regionalismo), de 1898, 447 p.  (ISBN 2846181446 e 9782846181846, a OCLC 492934726, ler online)Predefinição:Ref-Jaurgain-Vasconie
- O francês pintado por si : enciclopédia de moral, de Predefinição:19e, página 106, ed. L. Curmer, De 1841.
- Hélène Débax, Viscondes e vicomtés no Ocidente medieval, p. 130, ed Presses Universitaires du Mirail, 2008. ISBN 285816942X.